# Klassenwechsel
Als Klassenwechsel (CSR = class switch recombination oder isotype switching) bezeichnet man in der Immunologie einen Isotypenwechsel bei den B-Zellen des Immunsystems. Im Laufe einer Immunantwort werden unterschiedliche Isotypen der Immunglobuline auf den B-Zellen gebraucht. Durch den Klassenwechsel können B-Zellen ihren Antikörper-Isotyp wechseln.
In der VDJ-Sequenz der schweren Kette wird von einer C-Region zu einer anderen, downstream liegenden, C-Region gewechselt.
Der Klassenwechsel findet vor allem in den Keimzentren der Lymphknoten statt.

## Mechanismus des Klassenwechsels
Am Genlokus für die schwere Kette der Immunglobuline befinden sich konstante Abschnitte für IgM (Cμ), IgD (Cδ), IgG (Cγ), IgE (Cε) und IgA (Cα). Am 5' Ende dieser Gene befindet sich ein Intron, die sogenannte Switch-Region. Eine Ausnahme stellt hierbei IgD dar, welches keine Switch-Region besitzt.
Am 3' Ende dieser Gene befindet sich das I-Exon (Initiator-of-transcription-Exon). Die Keimbahntranskripte, welche die Sequenzen vom I-Exon, der Switch-Region und der C-Region des gewählten Isotyps enthalten, gehen vom I-Exon aus. Die Transkription des Keimbahntranskripts macht die DNA für die Enzyme der Rekombination zugänglich. Die offene Einzelstrangschleife wird als R-Loop bezeichnet.
Die Switch-Regionen des bisher verwendeten Isotyps und des zu bildenden Isotyps werden in die Nähe gebracht. Das Enzym AID (activation induced deaminase) desaminiert Cytidin zu Uracil, welches einen Störfaktor in der DNA darstellt. Uracil-N-Glykosylase (UNG) aus dem Reparaturmechanismus BER (base excision repair) entfernt die entstandenen U-Reste. Die Endonuklease Ape1 schneidet an den entstandenen abasischen Stellen. Es entsteht ein Doppelstrangbruch. Der Teil des Keimbahntranskripts, der zwischen den Switch-Regionen des bisher verwendeten Isotyps und der Switch-Region des zu bildenden Isotyps liegt, wird deletiert und die zwei Strangenden werden durch nicht-homologes end joining miteinander verbunden.
Ein Klassenwechsel zu einem Isotyp, dessen I-Exon, Switch-Region und C-Region 3' des derzeit verwendeten Isotyps liegen, ist nicht möglich, da dieser Teil der DNA bereits deletiert wurde.